# Società Sportiva Calcio Napoli 1981-1982
Questa voce raccoglie le informazioni riguardanti la Società Sportiva Calcio Napoli nelle competizioni ufficiali della stagione 1981-1982.

## Stagione
Con sulla panchina il confermato allenatore Rino Marchesi, il Napoli nella stagione 1981-1982 disputa una discreta stagione, chiusa al quarto posto in classifica con 35 punti. Con 13 reti il miglior marcatore dei partenopei è stato Claudio Pellegrini, delle quali 2 reti in Coppa Italia e 11 in campionato. Riconfermato quale straniero l'olandese Ruud Krol dopo la buona stagione scorsa. Sono retrocessi in Serie B, il Milan, il Bologna ed il Como, scudetto vinto in volata dalla Juventus, che supera di un punto la Fiorentina. Nella Coppa Italia il Napoli disputa e vince il quinto girone di qualificazione, mentre nei quarti di finale viene eliminato dal Catanzaro che viene promosso alle semifinali. In Coppa UEFA gli azzurri subito estromessi nel primo turno, nel doppio confronto con i serbi del Radnicki Nis, con due pareggi che qualificano ai sedicesimi la squadra jugoslava.

## Divise e sponsor
Lo sponsor tecnico per la stagione 1981-1982 fu Ennerre, mentre lo sponsor ufficiale fu Snaidero.
| Manica sinistra · Manica sinistra · Maglietta · Maglietta · Manica destra · Manica destra · Pantaloncini · Calzettoni | Manica sinistra · Manica sinistra · Maglietta · Maglietta · Manica destra · Manica destra · Pantaloncini · Calzettoni |

## Rosa

Il neoacquisto Massimo Palanca: reduce dalle buone stagioni sottorete a Catanzaro, non riuscirà tuttavia a sfondare a Napoli.

## Organigramma societario
Area direttiva
- Presidente: Corrado Ferlaino
- Coordinatore: Francesco Janich
- Capo Ufficio stampa: Carlo Iuliano
- Segretario: Enrico Zuppardi

Area tecnica
- Allenatore: Rino Marchesi

Area sanitaria
- Medico sociale: Emilio Acampora
- Massaggiatore: Salvatore Carmando

## Rosa[4]
| N. |                        | Ruolo | Calciatore           |
| -- | ---------------------- | ----- | -------------------- |
|    | Italia (bandiera)      | P     | Luciano Castellini   |
|    | Italia (bandiera)      | P     | Pasquale Fiore       |
|    | Italia (bandiera)      | P     | Raffaele Ceriello    |
|    | Italia (bandiera)      | D     | Roberto Amodio       |
|    | Italia (bandiera)      | D     | Giuseppe Bruscolotti |
|    | Italia (bandiera)      | D     | Antonio Carannante   |
|    | Italia (bandiera)      | D     | Filippo Citterio     |
|    | Italia (bandiera)      | D     | Moreno Ferrario      |
|    | Paesi Bassi (bandiera) | D     | Ruud Krol            |
|    | Italia (bandiera)      | D     | Raimondo Marino      |

| N. |                   | Ruolo | Calciatore                   |
| -- | ----------------- | ----- | ---------------------------- |
|    | Italia (bandiera) | C     | Paolo Benedetti              |
|    | Italia (bandiera) | C     | Antonio Criscimanni          |
|    | Italia (bandiera) | C     | Mario Guidetti               |
|    | Italia (bandiera) | C     | Agostino Iacobelli           |
|    | Italia (bandiera) | C     | Enrico Maniero               |
|    | Italia (bandiera) | C     | Pietro Puzone                |
|    | Italia (bandiera) | C     | Claudio Vinazzani (capitano) |
|    | Italia (bandiera) | A     | Oscar Damiani                |
|    | Italia (bandiera) | A     | Gaetano Musella              |
|    | Italia (bandiera) | A     | Massimo Palanca              |
|    | Italia (bandiera) | A     | Claudio Pellegrini (III)     |

## Calciomercato
| Acquisti | Acquisti             | Acquisti  | Acquisti   |
| R.       | Nome                 | da        | Modalità   |
| -------- | -------------------- | --------- | ---------- |
| A        | Massimo Palanca      | Catanzaro | definitivo |
| C        | Antonino Criscimanni | Avellino  | definitivo |
| C        | Enrico Maniero       | Benevento | prestito   |
| C        | Paolo Benedetti      | Pistoiese | definitivo |
| D        | Filippo Citterio     | Lazio     | definitivo |

| Cessioni | Cessioni           | Cessioni  | Cessioni   |
| R.       | Nome               | a         | Modalità   |
| -------- | ------------------ | --------- | ---------- |
| A        | Antonio Capone     | Pistoiese | prestito   |
| D        | Luciano Marangon   | Roma      | definitivo |
| C        | Costanzo Celestini | Catanzaro | prestito   |
| D        | Armando Cascione   | Catanzaro | prestito   |
| A        | Walter Speggiorin  | Lazio     | definitivo |

## Risultati

### Serie A

#### Andata
| Arbitro: | Lops (Torino) |

|                |           |                 |
| Pellegrini 46’ | Marcatori | 87’ (rig.) Bivi |

| Arbitro: | Prati (Parma) |

|              |           |                |
| Selvaggi 70’ | Marcatori | 34’ Pellegrini |

| Arbitro: | Pieri (Genova) |

|  |           |                     |
|  | Marcatori | 58’ (aut.) Ferrario |

| Ascoli Piceno 4 ottobre 1981 4ª giornata | Ascoli               | 0 – 0 referto | Napoli | Stadio Cino e Lillo Del Duca (16 922 spett.)\| Arbitro: \| Barbaresco (Cormons) \| |
| Arbitro:                                 | Barbaresco (Cormons) |               |        |                                                                                    |

| Arbitro: | Vitali (Bologna) |

|                             |           |  |
| Pellegrini 10’ Citterio 50’ | Marcatori |  |

| Arbitro: | Longhi (Roma) |

|                    |           |                                     |
| Palanca 36’ (aut.) | Marcatori | 19’ Palanca 83’ Musella 88’ Damiani |

| Napoli 1º novembre 1981 7ª giornata | Napoli            | 0 – 0 referto | Avellino | Stadio San Paolo (59 364 spett.)\| Arbitro: \| Mattei (Macerata) \| |
| Arbitro:                            | Mattei (Macerata) |               |          |                                                                     |

| Torino 8 novembre 1981 8ª giornata | Torino        | 0 – 0 referto | Napoli | Stadio Comunale (24 193 spett.)\| Arbitro: \| Ciulli (Roma) \| |
| Arbitro:                           | Ciulli (Roma) |               |        |                                                                |

| Napoli 22 novembre 1981 9ª giornata | Napoli                | 0 – 0 referto | Udinese | Stadio San Paolo (49 034 spett.)\| Arbitro: \| Ballerini (La Spezia) \| |
| Arbitro:                            | Ballerini (La Spezia) |               |         |                                                                         |

| Arbitro: | Casarin (Milano) |

|                   |           |                             |
| Benedetti 5’, 22’ | Marcatori | 10’ Damiani 59’ Bruscolotti |

| Arbitro: | Barbaresco (Cormons) |

|                            |           |  |
| Musella 33’ Pellegrini 39’ | Marcatori |  |

| Arbitro: | Pieri (Genova) |

|                          |           |                |
| Graziani 32’ Bertoni 76’ | Marcatori | 33’ Pellegrini |

| Arbitro: | Redini (Pisa) |

|              |           |  |
| Citterio 79’ | Marcatori |  |

| Napoli 10 gennaio 1982 14ª giornata | Napoli        | 0 – 0 referto | Juventus | Stadio San Paolo (81 531 spett.)\| Arbitro: \| Longhi (Roma) \| |
| Arbitro:                            | Longhi (Roma) |               |          |                                                                 |

| Arbitro: | Casarin (Milano) |

|                        |           |  |
| Russo 14’ Briaschi 77’ | Marcatori |  |

#### Ritorno
| Arbitro: | Ciulli (Roma) |

|  |           |                      |
|  | Marcatori | 10’ (aut.) Santarini |

| Arbitro: | Lanese (Messina) |

|                     |           |  |
| Guidetti 30’ (rig.) | Marcatori |  |

| Arbitro: | Barbaresco (Cormons) |

|              |           |                     |
| Antonelli 2’ | Marcatori | 29’ (rig.) Guidetti |

| Napoli 14 febbraio 1982 19ª giornata | Napoli           | 0 – 0 referto | Ascoli | Stadio San Paolo (44 636 spett.)\| Arbitro: \| Paparesta (Bari) \| |
| Arbitro:                             | Paparesta (Bari) |               |        |                                                                    |

| Arbitro: | Angelelli (Terni) |

|  |           |                                     |
|  | Marcatori | 17’ Marino 33’, 59’, 88’ Pellegrini |

| Arbitro: | Milan (Treviso) |

|                     |           |                           |
| Pellegrini 20’, 47’ | Marcatori | 11’ Garlini 13’ Schachner |

| Arbitro: | Menicucci (Firenze) |

|                               |           |  |
| Giovannelli 5’ Juary 44’, 49’ | Marcatori |  |

| Arbitro: | Casarin (Milano) |

|                               |           |  |
| Criscimanni 3’ Pellegrini 43’ | Marcatori |  |

| Arbitro: | Longhi (Roma) |

|  |           |             |
|  | Marcatori | 18’ Damiani |

| Arbitro: | Agnolin (Bassano del Grappa) |

|                                   |           |  |
| Bruscolotti 44’ Fabbri 52’ (aut.) | Marcatori |  |

| Arbitro: | Lo Bello (Siracusa) |

|              |           |                     |
| Altobelli 6’ | Marcatori | 39’ (rig.) Guidetti |

| Arbitro: | Menegali (Roma) |

|  |           |               |
|  | Marcatori | 82’ Antognoni |

| Arbitro: | Mattei (Macerata) |

|                   |           |                     |
| Pruzzo 54’ (rig.) | Marcatori | 33’ (rig.) Guidetti |

| Torino 9 maggio 1982 29ª giornata | Juventus         | 0 – 0 referto | Napoli | Stadio Comunale (65 112 spett.)\| Arbitro: \| Casarin (Milano) \| |
| Arbitro:                          | Casarin (Milano) |               |        |                                                                   |

| Arbitro: | Agnolin (Bassano del Grappa) |

|                             |           |                          |
| Criscimanni 56’ Musella 62’ | Marcatori | 3’ Briaschi 85’ Faccenda |

### Coppa Italia

#### Quinto girone
| Bari 23 agosto 1981 1ª giornata | Bari          | 0 – 0 | Napoli | Stadio della Vittoria\| Arbitro: \| Ciulli (Roma) \| |
| Arbitro:                        | Ciulli (Roma) |       |        |                                                      |

| 26 agosto 1981 2ª giornata |  | – Turno riposo Napoli |  |  |

| Arbitro: | Bianciardi (Siena) |

|                |           |  |
| Pellegrini 31’ | Marcatori |  |

| Avellino 2 settembre 1981 4ª giornata | Avellino             | 0 – 0 | Napoli | Stadio Partenio\| Arbitro: \| Barbaresco (Cormons) \| |
| Arbitro:                              | Barbaresco (Cormons) |       |        |                                                       |

| Arbitro: | Menegali (Roma) |

|                  |           |  |
| Musella 54’, 58’ | Marcatori |  |

#### Quarti di finale
| Arbitro: | Lanese (Messina) |

|  |           |                |
|  | Marcatori | 45’ Pellegrini |

| Arbitro: | Altobelli (Roma) |

|               |           |                           |
| Vinazzani 75’ | Marcatori | 66’ Năstase 74’ Santarini |

### Coppa UEFA

#### Trentaduesimi di finale
| Arbitro: | Courtney |

|                         |           |                              |
| Damiani 68’ Musella 81’ | Marcatori | 72’ Stojiljković 79’ Aleksić |

| Niš 30 settembre 1981 Ritorno | Radnički Niš  | 0 – 0 | Napoli | Stadion Čair\| Arbitro: \| Marques Pires \| |
| Arbitro:                      | Marques Pires |       |        |                                             |

## Statistiche

### Statistiche di squadra
| Competizione | Punti | In casa | In casa | In casa | In casa | In casa | In casa | In trasferta | In trasferta | In trasferta | In trasferta | In trasferta | In trasferta | Totale | Totale | Totale | Totale | Totale | Totale | DR  |
| Competizione | Punti | G       | V       | N       | P       | Gf      | Gs      | G            | V            | N            | P            | Gf           | Gs           | G      | V      | N      | P      | Gf     | Gs     | DR  |
| ------------ | ----- | ------- | ------- | ------- | ------- | ------- | ------- | ------------ | ------------ | ------------ | ------------ | ------------ | ------------ | ------ | ------ | ------ | ------ | ------ | ------ | --- |
| Serie A      | 35    | 15      | 6       | 7       | 2       | 15      | 7       | 15           | 4            | 8            | 3            | 16           | 14           | 30     | 10     | 15     | 5      | 31     | 21     | +10 |
| Coppa Italia | -     | 3       | 2       | 0       | 1       | 4       | 2       | 3            | 1            | 2            | 0            | 1            | 0            | 6      | 3      | 2      | 1      | 5      | 2      | +3  |
| Coppa UEFA   | -     | 1       | 0       | 1       | 0       | 2       | 2       | 1            | 0            | 1            | 0            | 0            | 0            | 2      | 0      | 2      | 0      | 2      | 2      | 0   |
| Totale       | -     | 19      | 8       | 8       | 3       | 21      | 11      | 19           | 5            | 11           | 3            | 17           | 14           | 38     | 13     | 19     | 6      | 38     | 25     | +13 |

### Andamento in campionato
| Giornata  | 1 | 2 | 3  | 4  | 5 | 6 | 7 | 8 | 9 | 10 | 11 | 12 | 13 | 14 | 15 | 16 | 17 | 18 | 19 | 20 | 21 | 22 | 23 | 24 | 25 | 26 | 27 | 28 | 29 | 30 |
| --------- | - | - | -- | -- | - | - | - | - | - | -- | -- | -- | -- | -- | -- | -- | -- | -- | -- | -- | -- | -- | -- | -- | -- | -- | -- | -- | -- | -- |
| Luogo     | C | T | C  | T  | C | T | C | T | C | T  | C  | T  | C  | C  | T  | T  | C  | T  | C  | T  | C  | T  | C  | T  | C  | T  | C  | T  | T  | C  |
| Risultato | N | N | P  | N  | V | V | N | N | N | N  | V  | P  | V  | N  | P  | V  | V  | N  | N  | V  | N  | P  | V  | V  | V  | N  | P  | N  | N  | N  |
| Posizione | 4 | 5 | 10 | 10 | 5 | 4 | 5 | 5 | 5 | 5  | 5  | 5  | 5  | 5  | 5  | 5  | 4  | 5  | 5  | 5  | 5  | 5  | 4  | 4  | 3  | 3  | 4  | 4  | 4  | 4  |

Fonte: http://calcio-seriea.net/allenatori_squadra/1981/860/
Legenda:

Luogo: C = Casa; T = Trasferta. Risultato: V = Vittoria; N = Pareggio; P = Sconfitta.

### Statistiche dei giocatori[6]
| Giocatore           | Serie A  | Serie A | Serie A     | Serie A    | Coppa Italia | Coppa Italia | Coppa Italia | Coppa Italia | Coppa UEFA | Coppa UEFA | Coppa UEFA  | Coppa UEFA | Totale   | Totale | Totale      | Totale     |
| Giocatore           | Presenze | Reti    | Ammonizioni | Espulsioni | Presenze     | Reti         | Ammonizioni  | Espulsioni   | Presenze   | Reti       | Ammonizioni | Espulsioni | Presenze | Reti   | Ammonizioni | Espulsioni |
| ------------------- | -------- | ------- | ----------- | ---------- | ------------ | ------------ | ------------ | ------------ | ---------- | ---------- | ----------- | ---------- | -------- | ------ | ----------- | ---------- |
| R. Amodio           | 6        | 0       | ?           | ?          | -            | -            | -            | -            | 1          | 0          | ?           | ?          | 7        | 0      | 0+          | 0+         |
| P. Benedetti        | 27       | 0       | ?           | ?          | 4            | 0            | ?            | ?            | 2          | 0          | ?           | ?          | 33       | 0      | ?           | ?          |
| G. Bruscolotti      | 26       | 2       | ?           | ?          | 6            | 0            | ?            | ?            | 2          | 0          | ?           | ?          | 34       | 2      | ?           | ?          |
| A. Carannante       | 1        | 0       | ?           | ?          | -            | -            | -            | -            | -          | -          | -           | -          | 1        | 0      | 0+          | 0+         |
| L. Castellini       | 29       | -20     | ?           | ?          | 5            | 0            | ?            | ?            | 2          | -2         | ?           | ?          | 36       | -22    | ?           | ?          |
| R. Ceriello         | 1        | -1      | ?           | ?          | -            | -            | -            | -            | -          | -          | -           | -          | 1        | -1     | 0+          | 0+         |
| F. Citterio         | 21       | 2       | ?           | ?          | 6            | 0            | ?            | ?            | 2          | 0          | ?           | ?          | 29       | 2      | ?           | ?          |
| A. Criscimanni      | 30       | 2       | ?           | ?          | 6            | 0            | ?            | ?            | 2          | 0          | ?           | ?          | 38       | 2      | ?           | ?          |
| O. Damiani          | 25       | 3       | ?           | ?          | 6            | 0            | ?            | ?            | 2          | 1          | ?           | ?          | 33       | 4      | ?           | ?          |
| M. Ferrario         | 25       | 0       | ?           | ?          | 6            | 0            | ?            | ?            | 2          | 0          | ?           | ?          | 33       | 0      | ?           | ?          |
| P. Fiore            | -        | -       | -           | -          | 2            | -2           | ?            | ?            | -          | -          | -           | -          | 2        | -2     | 0+          | 0+         |
| M. Guidetti         | 29       | 4       | ?           | ?          | 6            | 0            | ?            | ?            | 1          | 0          | ?           | ?          | 36       | 4      | ?           | ?          |
| A. Iacobelli        | 5        | 0       | ?           | ?          | -            | -            | -            | -            | -          | -          | -           | -          | 5        | 0      | 0+          | 0+         |
| R. Krol             | 27       | 0       | ?           | ?          | 6            | 0            | ?            | ?            | 1          | 0          | ?           | ?          | 34       | 0      | ?           | ?          |
| E. Maniero          | 9        | 0       | ?           | ?          | -            | -            | -            | -            | -          | -          | -           | -          | 9        | 0      | 0+          | 0+         |
| R. Marino           | 18       | 1       | ?           | ?          | 4            | 0            | ?            | ?            | 1          | 0          | ?           | ?          | 23       | 1      | ?           | ?          |
| G. Musella          | 27       | 3       | ?           | ?          | 5            | 2            | ?            | ?            | 2          | 1          | ?           | ?          | 34       | 6      | ?           | ?          |
| M. Palanca          | 23       | 1       | ?           | ?          | 6            | 0            | ?            | ?            | 2          | 1          | ?           | ?          | 31       | 2      | ?           | ?          |
| C. Pellegrini (III) | 30       | 11      | ?           | ?          | 6            | 2            | ?            | ?            | 2          | 0          | ?           | ?          | 38       | 13     | ?           | ?          |
| P. Puzone           | 2        | 0       | ?           | ?          | -            | -            | -            | -            | -          | -          | -           | -          | 2        | 0      | 0+          | 0+         |
| C. Vinazzani        | 24       | 0       | ?           | ?          | 4            | 1            | ?            | ?            | 2          | 0          | ?           | ?          | 30       | 1      | ?           | ?          |